# Vizsolyi Lívia
Vizsolyi Lívia (Ózd, 1952. május 18.) magyar fagottművész, egyetemi oktató.

## Élete, munkássága
Zenei tanulmányait az egri zeneiskolában kezdte, majd a miskolci Bartók Béla Zeneművészeti Szakközépiskolában érettségizett. 1975-ben fagott-művészi diplomát szerzett a budapesti a Zeneakadémián Rudas Imre és Janota Gábor növendékeként.
1975-től a Győri Filharmonikus Zenekar tagja volt, közben évekig a budapesti XIV. kerületi zeneiskolában, majd 1978-tól a Győri Zeneművészeti Szakközépiskolában és a Liszt Ferenc Zeneművészeti Főiskola Győri Tagozatán tanított.
1991-ben Szegedre költözött, ahol a Szegedi Szimfonikus Zenekar művésze, majd szólamvezetője lett és bekapcsolódott a közép- és felsőfokú zeneművészeti képzésbe. Jelenleg a Szegedi Tudományegyetem Zeneművészeti Karának főiskolai docense. Évekig szólamvezetője volt a Salieri Kamarazenekar-nak. Zenekari művészként bejárta a világot, számos hanglemezt készített, tanárként mesterkurzusokat vezetett Görögországban. 1993-ban alapította a Szegedi Fagott Triót, mely aktív koncertező tevékenysége mellett általános iskolások körében jelentős pedagógiai munkát is végez.
Szólista működésének kezdete 1975-re tehető, amikor a Zeneakadémia jubileumi versenyének megnyerését követően az rendszeresen szerepelt az Országos Filharmónia hangversenyein. Versenyművek szólistájaként gyakran lépett pódiumra a Győri Filharmonikus Zenekarral, illetve a 90-es évektől kezdve a Szegedi Szimfonikus Zenekarral, a Salieri Kamarazenekarral, a Musica Parlante Kamarazenekarral és a Szegedi Kamarazenekarral. Számos magyar város mellett Németországban, Finnországban és Görögországban vendégszerepelt. Szólistaként 1999-ben és 2005-ben, a Szegedi Fagott Trióval 2002-ben adott ki CD-felvételeket.

## Díjak, elismerések
1975-ben a Zeneakadémia jubileumi versenyén I. díjat nyert, 1981-ben a Prágai Nemzetközi Fagott Versenyen IV. helyezést ért el. Két alkalommal nyerte el Szeged Város Alkotói Díját.